# Batalla de Rumaila
La batalla de Rumaila, también conocida como la Batalla de la calzada o la batalla del vertedero, fue un polémico combate que tuvo lugar el 2 de marzo de 1991, cerca del campo petrolífero de Rumaila en el Valle Éufrates de Irak, cuando las fuerzas del ejército estadounidense, principalmente la 24ª División de Infantería bajo orden del Teniente General Barry McCaffrey, acompañado de la 101.ª División Aerotransportada, aniquiló una gran columna de retirada de fuerzas blindadas de la Guardia Republicana iraquí a pocos días de haber terminado la Guerra del golfo

## Batalla
Las fuerzas de la Guardia Republicana iraquí fueron descubiertas en la confluencia de los ríos Tigris y Éufrates, mientras intentaban dirigirse hacia el lago Hammar para luego escapar al norte de Bagdad. La caravana que habían formado, de unos cinco kilómetros aproximadamente fue aniquilada por la 24ª división de infantería de EE. UU. incluidas sus fuerzas blindadas, por helicópteros Apache AH-64 y cinco batallones de artillería.
Los helicópteros de la 101.ª División Aerotransportada también participaron en el ataque y fueron acreditados por destruir 14 vehículos blindados, ocho BM-21 Grad lanzacohetes múltiples, cuatro helicópteros iraquíes, 56 camiones y dos radares SA-6 y dañando seriamente un puente que cruza el Río Éufrates. El ataque continuó hasta la captura de vehículos que fueron destruidos, incluyendo al menos 39 tanques T-72 y otros 52 vehículos blindados de la élite de la Primera División Acorazada "Hammurabi", resultando en la destrucción de una de sus brigadas.